# 5 Dywizjon Artylerii Konnej (austro-węgierski)
5 Dywizjon Artylerii Konnej Austro-Węgier – samodzielny pododdział cesarsko-królewskiej artylerii konnej Armii Austro-Węgier.
Nazwa niemiecka: Reitende Artillerie Division Nr 5.

## Skład
- Dowództwo
- 3 x bateria po  4 armaty 8 cm FK M.5.

## Dowódca 1914
Oberst Rudolf Uherek.

## Podporządkowanie w 1914
Wraz z 3 i 16  Brygadą Kawalerii wchodził w skład 2 Dywizji Kawalerii.